# Maesa korthalsiana
Maesa korthalsiana är en viveväxtart som beskrevs av Rudolph Herman Scheffer. Maesa korthalsiana ingår i släktet Maesa och familjen viveväxter. Inga underarter finns listade i Catalogue of Life.